# Số dư
Trong toán học, số dư là lượng "còn lại" sau khi thực hiện một số tính toán. Trong số học, phần còn lại là số nguyên "còn lại" sau khi chia một số nguyên cho một số nguyên khác để tạo ra một thương số nguyên (chia số nguyên). Trong đại số, phần còn lại là "đa thức" còn lại sau khi chia một đa thức cho một đa thức khác. Phép toán modulo là phép toán tạo ra phần còn lại như vậy với một số bị chia và số chia.
Về mặt hình thức, phần còn lại là những gì còn lại sau khi trừ đi một số từ một số khác, mặc dù điều này được gọi chính xác hơn là sự khác biệt. Cách sử dụng này có thể được tìm thấy trong một số sách giáo khoa tiểu học; thông thường, nó được thay thế bằng biểu thức "phần còn lại" như trong "Trả lại cho tôi hai đô la và giữ phần còn lại."  Tuy nhiên, thuật ngữ "phần còn lại" vẫn được sử dụng theo nghĩa này khi một hàm được xấp xỉ bằng một mở rộng chuỗi và biểu thức lỗi ("phần còn lại") được gọi là các biểu thức còn lại.

## Chia số nguyên
Nếu a và d là các số nguyên, với d khác không, có thể chứng minh rằng tồn tại các số nguyên duy nhất q và r, sao cho a = qd   +   r và 0   ≤   r   <   | d |. Số q được gọi là thương số, trong khi r được gọi là số dư.
Xem phép chia Euclide để biết bằng chứng về kết quả này và thuật toán chia cho các thuật toán mô tả cách tính số dư.
Số dư, như đã định nghĩa ở trên, được gọi là thời gian số dư dương nhỏ nhất hoặc đơn giản là số dư.  Số nguyên a hoặc là bội số của d hoặc nằm trong khoảng giữa các bội số liên tiếp của d, cụ thể là, q⋅d và (q + 1)d (với q dương).
Đôi khi thuận tiện để thực hiện phép chia sao cho a càng gần càng tốt với một bội số của d, nghĩa là chúng ta có thể viết
a = k⋅d + s, với | s | ≤ |d/2| cho một số nguyên k.
Trong trường hợp này, s được gọi là số dư có giá trị tuyệt đối nhỏ nhất. Như với thương số và số dư thông thường, k và s được xác định duy nhất ngoại trừ trong trường hợp d = 2n và s = ± n. Đối với ngoại lệ này, chúng ta có,
a = k⋅d + n = (k + 1) d - n.
Một số dư duy nhất có thể thu được trong trường hợp này bằng một số quy ước như luôn lấy giá trị dương của s.

## Sách tham khảo
- Larson, Ron; Hostetler, Robert (2007), Precalculus:A Concise Course, Houghton Mifflin, ISBN 978-0-618-62719-6
- Ore, Oystein (1988) [1948], Number Theory and Its History, Dover, ISBN 978-0-486-65620-5
- Rotman, Joseph J. (2006), A First Course in Abstract Algebra with Applications (ấn bản thứ 3), Prentice-Hall, ISBN 978-0-13-186267-8
- Smith, David Eugene (1958) [1925], History of Mathematics, Volume 2, New York: Dover, ISBN 0486204308